# Andrea Hermenau

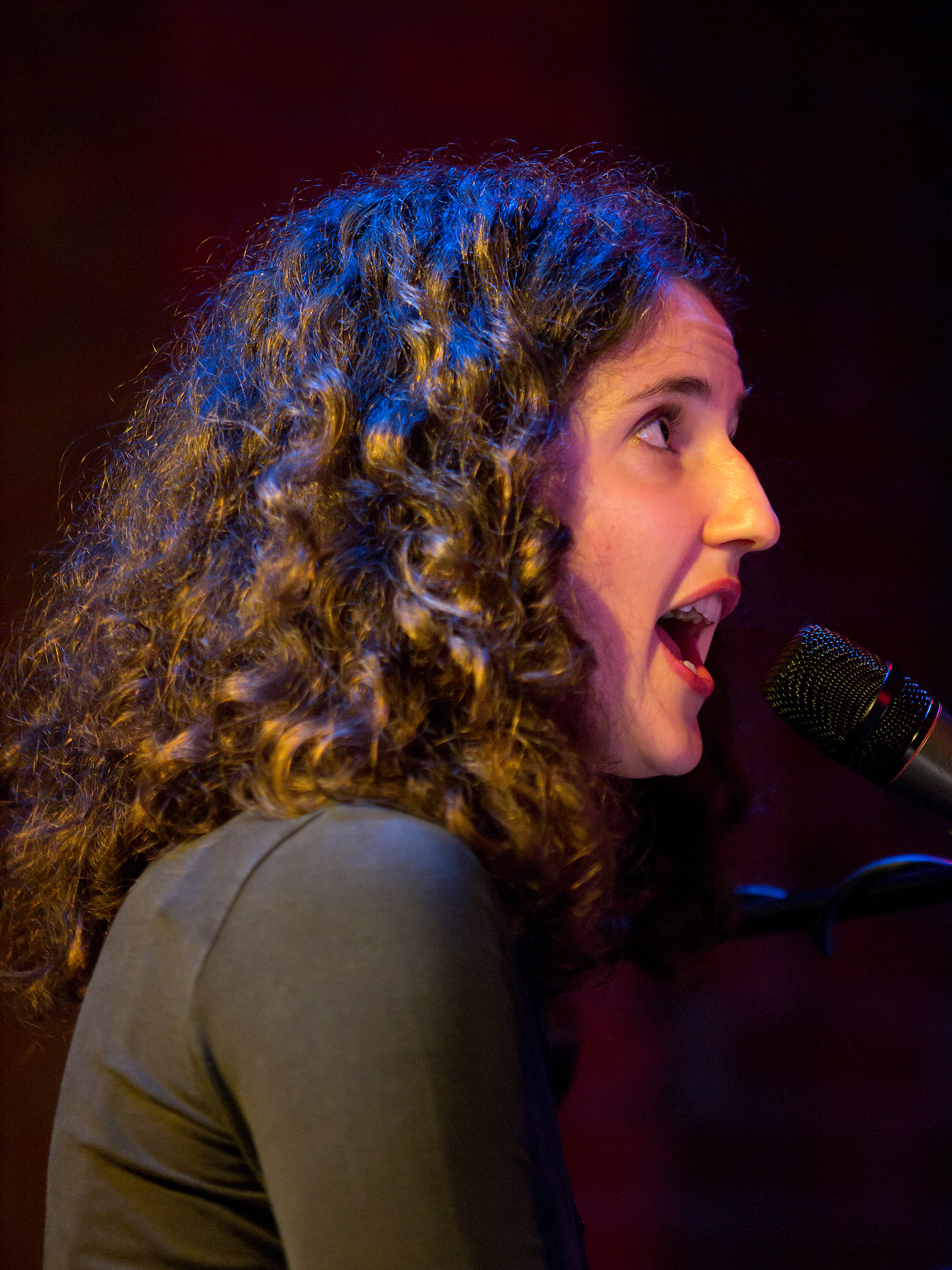
Andrea Hermenau im Jazzclub Unterfahrt (2011)

Andrea Hermenau (* 31. Juli 1981 in München) ist eine deutsche Jazzmusikerin (Piano, auch Gesang, Komposition).

## Leben und Wirken
Hermenau, die im Jahr 2000 ihr Abitur am Gymnasium Tegernsee absolvierte, gewann im selben Jahr den Kompositionswettbewerb „Mix on the Road“ der Zeitschrift Keyboards und konnte ihre Komposition in Nashville aufnehmen. Von 2001 bis 2006 studierte sie Jazzpiano am Richard-Strauss-Konservatorium München bei Tizian Jost. Während dieser Zeit spielte sie im Landesjugendjazzorchester Bayern und in der Band Etna, mit der sie zwei Alben aufnahm. Mit ihrem eigenen Trio, zu dem Benjamin Schäfer und Max Frankl gehörten, gewann sie 2004 den Landeswettbewerb Jugend jazzt und nahm dann mit Frankzone auf. Von 2008 bis 2010 studierte sie Komposition bei Thomas Zoller an der Hochschule für Musik Carl Maria von Weber Dresden. 2010 hatte ihre Komposition „Morgenlichter“ für Orchester und Jazzsolisten mit dem Hochschulorchester Dresden Premiere.
Sie begleitet Lisa Wahlandt in der Formation Die Drei Damen und gehörte zur Band Coisa Nostra. Weiterhin trat sie mit der Bigband von Dusko Goykovich, in Thomas Zollers Zollsound, mit Heinz von Hermann, Harald Rüschenbaum, Johannes Herrlich, Henning Sieverts, Paulo Cardoso, Jenny Evans und Thomas Stabenow auf. Bei der BR-Produktion Twelve Months war sie als Pianistin an der Aufnahmen von Kompositionen von Wolfgang Roth beteiligt. Seit 2019 leitet sie gemeinsam mit Carolyn Breuer ein Quartett. Auch ist sie auf Aufnahmen von Fjoralba Turku, von Jerker Kluges Deep Jazz, von Harald Rüschenbaum und von Charly Antolini mit den Ladies of Jazz zu hören.
Hermenau war 2020 mit ihrem Quintett (mit Till Martin, Tim Collins, Sven Faller, Bastian Jütte) für den BMW World Jazz Award nominiert. 2021 erhielt sie „als herausragende Pianistin und Sängerin“ den Förderpreis Musik der Landeshauptstadt München.

## Diskographische Hinweise
- Frankzone 1 (Mons Records 2005, mit Johannes Enders, Max Frankl, Magnus Schriefl, Benjamin Schäfer, Peter Gall)
- Etna Waiting for the Sun (GLM 2009, mit Vado Grizelj, Yvo Fischer, Manuel daColl)
- Charly Antolini and the Ladies of Jazz One more (Skinfire Records 2012, mit Nina Michelle, Stephanie Lottermoser, Lindy Huppertsberg)
- Andrea Hermenau Quartet Die Nachtpracht (Unit Records 2013, mit Till Martin, Peter Cudek, Tim Collins)[4]
- Lisa Wahlandt/Andrea Hermenau/Christiane Öttl Die Drei Damen (Enja 2014)
- Die Drei Damen Träum weiter (Enja 2016, mit Lisa Wahlandt, Christiane Öttl)
- Die Drei Damen Venus in the Backyard (Enja 2018, mit Lisa Wahlandt, Christiane Öttl)
- Carolyn Breuer, Andrea Hermenau: Oneironaut (2023, mit Henning Sieverts, Christian Lettner sowie Stefan Noelle und Streichquartett)[5]